# Centema glomerata
Centema glomerata är en amarantväxtart som beskrevs av Lopr. Centema glomerata ingår i släktet Centema och familjen amarantväxter. Inga underarter finns listade i Catalogue of Life.